# Jon Azkue
Jon Azkue Saizar (né le 3 juillet 1994 à Orio) est un joueur de handball espagnol qui joue au poste de demi-centre.
Il joue depuis 2023 pour l'équipe française du Limoges Handball.

## Carrière en club
Azkue a d'abord joué pour JD Arrate, avec qui il a fait ses débuts dans la Liga Asobal, lors de la saison 2010/2011. Lorsque le club a été liquidé, il a rejoint le Bidasoa Irun en septembre 2011. Il a participé à des compétitions européennes avec l'équipe d'Irun.
En décembre 2022, il annonce son départ d'Irun après la saison 2022/2023.
Le club français du Limoges Handball le signe pour deux ans à partir de juillet 2023.

## Équipes de sélection
Jon Azkue faisait partie de l'équipe jeunes espagnoles.
Azkue a disputé son premier match avec l'Espagne cadets le 12 mars 2011 à Ciudad Real contre la Norvège (31-25). Il participe ensuite au Festival olympique de la jeunesse européenne 2011 et totalise ainsi 23 buts en 7 sélections.
Azkue a ensuite fait ses débuts dans l'équipe nationale junior d'Espagne le 18 octobre 2011 lors d'un match à Kolding contre la sélection suédoise (24-25). Il participe alors avec l'équipe au Championnat d'Europe U-18 2012 et au championnat du Monde U-19 2013. Il a participé à 38 matchs de sélection avec les jeunes et a marqué 80 buts.
Le 10 janvier 2014, Azkue figurait pour la première fois dans l'équipe nationale junior lors d'un match à Baunatal contre la France (25-26). Avec les juniors espagnols, il a participé aux Championnats d'Europe U-20 2014, dans lesquels l'Espagne a terminé troisième, ainsi qu'au Championnat du monde 2015. Il a marqué 101 buts en 38 matchs juniors.
Il a fait sa première apparition avec l'équipe nationale senior espagnole le 23 octobre 2019 contre la Pologne (24-24). Au 27 février 2024, il avait participé à onze matchs internationaux et marqué 20 buts.